# Coffea ebracteolata
Coffea ebracteolata är en måreväxtart som först beskrevs av William Philip Hiern, och fick sitt nu gällande namn av John Patrick Micklethwait Brenan. Coffea ebracteolata ingår i släktet Coffea och familjen måreväxter. Inga underarter finns listade i Catalogue of Life.